# Môi trường quyết định luận
Môi trường quyết định luận, quyết định luận do môi trường hay thuyết tất định của môi trường (thuật ngữ tiếng Anh: Environmental determinism) là học thuyết nghiên cứu cách thức mà môi trường lý sinh tác động đến quỹ đạo phát triển của các xã hội và các quốc gia. Nhiều học giả cho rằng thuyết này ủng hộ chủ nghĩa thực dân, chủ nghĩa duy châu Âu (đề cao châu Âu) và không đề cao các nhân tố con người trong các xã hội không phải phương Tây. Jared Diamond, Jeffrey Herbst, Ian Morris, và các nhà khoa học xã hội khác đã hồi sinh lý thuyết này trong suốt cuối thế kỷ XX và đầu thế kỷ XXI. Trường phái tư tưởng "Tân tất định của môi trường" này nghiên cứu cách các yếu tố địa lý và sinh thái ảnh hưởng đến các hiện tượng xây dựng nhà nước, phát triển kinh tế và thiết chế xã hội.

## Lịch sử

### Thời cổ điển và trung cổ
Các lý thuyết ban đầu của trường phái này ở Trung Quốc cổ đại, Hy Lạp cổ đại, La Mã cổ đại cho rằng các đặc điểm môi trường hoàn toàn xác định các phẩm chất về thể chất và trí tuệ của toàn xã hội. Quản Trọng (720–645 TCN) cho rằng tính chất của những con sông lớn góp phần hình thành nên tính cách của các dân tộc xung quanh. Những dòng sông ngoằn ngoèo và chảy xiết khiến con người trở nên "tham lam, thô bạo và hiếu chiến". Triết gia Hy Lạp cổ đại Hippocrates cũng có quan niệm tương tự về vấn đề này trong cuốn "Về Không khí, Nước, Địa điểm" của ông.
Nhiều học giả Trung Đông thời trung cổ cũng đưa ra các lý thuyết tất định của môi trường. Nhà văn người Phi-Ả Rập al-Jahiz lập luận rằng màu da của người và gia súc được quyết định bởi nước, đất và nhiệt của môi trường sống. Ông so sánh màu của đá bazan đen ở phía bắc Najd với màu da của các dân tộc sống ở đó để dẫn chứng cho thuyết của mình.
Ibn Khaldun, nhà xã hội học và bác học người Ả Rập, cũng nhận thấy có sự tương tự giữa màu da với các yếu tố môi trường. Trong tác phẩm Muqaddimah (1377), ông cho rằng da đen là do khí hậu nóng của châu Phi cận Sahara chứ không phải do dòng dõi châu Phi. Do đó, ông đã thách thức thuyết Hamitic về chủng tộc cho rằng các con trai của Ham (con trai của Noah) bị nguyền rủa với làn da đen. Nhiều tác phẩm của Ibn Khaldun đã được dịch trong thời kỳ thực dân để thúc đẩy bộ máy tuyên truyền của họ chống lại người bản địa.
Ibn Khaldun tin rằng môi trường lý sinh ảnh hưởng đến các yếu tố phi vật lý ngoài màu da. Ông cho rằng thổ nhưỡng, khí hậu và thức ăn quyết định một nhóm người là du mục hay định canh, và có phong tục tập quán như thế nào. Các tác phẩm của ông có thể đã ảnh hưởng đến các tác phẩm sau này của Montesquieu trong thế kỷ XVIII thông qua Jean Chardin, người đã rong ruổi đến Ba Tư và mô tả các học thuyết tương tự như thuyết của Ibn Khaldun.

### Thời kỳ thực dân phương Tây
Môi trường quyết định luận thường bị chỉ trích là một công cụ để hợp pháp hóa chủ nghĩa thực dân, chủ nghĩa phân biệt chủng tộc và chủ nghĩa đế quốc ở châu Phi, Bắc Mỹ, Nam Mỹ và châu Á. Học thuyết này cho phép các nhà địa lý biện minh về quyền thượng đẳng của các chủng tộc châu Âu da trắng và bản chất hiển nhiên của chủ nghĩa đế quốc. Học thuyết củng cố những biện minh tôn giáo và trong một số trường hợp đã thay thế chúng vào cuối thế kỷ XIX.
Nhiều nhà văn, trong đó có Thomas Jefferson, ủng hộ và hợp pháp hóa quá trình thuộc địa hóa châu Phi do khí hậu nhiệt đới khiến người dân kém văn minh. Jefferson cho rằng khí hậu nhiệt đới khuyến khích sự lười biếng, thái độ thong thả, lăng nhăng và các xã hội đó nói chung là thoái hóa, trong khi sự thay đổi thường xuyên của thời tiết ở vĩ độ trung bình và phía bắc khiến cho đạo đức công việc và xã hội văn minh mạnh mẽ hơn. Adolf Hitler cũng sử dụng học thuyết này để nâng cao vị thế tối cao của chủng tộc Bắc Âu.
Những khiếm khuyết về phẩm chất do khí hậu nhiệt đới tạo ra được cho có thể di truyền cho con cái theo thuyết Lamarck về sự kế thừa các đặc điểm có được, một tiền thân của thuyết tiến hóa theo con đường chọn lọc tự nhiên của Charles Darwin. Lamarck quan sát rằng một sinh vật khi chịu áp lực từ môi trường có thể trải qua những thay đổi sinh lý trong suốt quãng đời của nó thông qua quá trình thích nghi môi trường (acclimatization). Thuyết Lamarck cho rằng những thay đổi sinh lý đó có thể được truyền trực tiếp cho con cái, mà không cần con cái phải chịu áp lực tương tự.
Các hội đồng địa lý như Hiệp hội Địa lý Hoàng gia và Société de géographie ủng hộ chủ nghĩa đế quốc bằng cách tài trợ cho các nhà thám hiểm và những người ủng hộ thuộc địa khác. Các xã hội thích nghi đã hỗ trợ trực tiếp cho các xí nghiệp thuộc địa và hưởng lợi từ chúng. Các bài viết của Lamarck đã cung cấp nền tảng lý thuyết cho các học thuyết về thích nghi môi trường. Société Zoologique d'Acclimatation phần lớn được thành lập bởi Isidore Geoffroy Saint-Hilaire — con trai của Étienne Geoffroy Saint-Hilaire, một đồng nghiệp thân thiết và là người ủng hộ Lamarck.
Ellen Churchill Semple, một học giả có tiếng ủng hộ thuyết này, đã áp dụng lý thuyết của mình trong một nghiên cứu điển hình tập trung vào Philippines, nơi bà lập bản đồ các tộc người văn minh và hoang dã dựa trên địa hình của các hòn đảo. Các học giả khác cho rằng khí hậu và địa hình đã khiến những đặc điểm tính cách cụ thể xuất hiện trong một quần thể nhất định. Các học giả do đó đã áp đặt các định kiến về chủng tộc lên toàn bộ xã hội.[10] Các đế quốc hợp lý hóa việc bóc lột sức lao động bằng cách tuyên bố rằng các dân tộc nhiệt đới thấp kém hơn.

### Tân môi trường quyết định luận
Thuyết tất định của môi trường được hồi sinh vào cuối thế kỷ XX với tên gọi neo-environmental determinism. Thuật ngữ mới do nhà phê bình và nhà khoa học xã hội Andrew Sluyter đặt ra. Sluyter cho rằng thuyết tất định môi trường mới không đủ để bứt phá các tiền thân của nó.
Thuyết mới này xem xét cách thức mà môi trường vật chất tác động đến các xã hội và các quốc gia theo những quỹ đạo cụ thể trong sự phát triển kinh tế và chính trị. Nó khám phá cách các yếu tố địa lý và sinh thái ảnh hưởng đến việc xây dựng nhà nước, phát triển kinh tế và các thể chế. Nó cũng giải quyết những lo ngại xung quanh tác động của biến đổi khí hậu hiện đại. Jared Diamond rất có ảnh hưởng đến sự hồi sinh của thuyết tất định của môi trường do sự nổi tiếng của tác phẩm Súng, vi trùng và thép, đề cập đến nguồn gốc địa lý của sự hình thành nhà nước trước năm 1500.
Các học giả của tân môi trường quyết định luận tranh luận về mức độ môi trường lý sinh định hình các thể chế kinh tế và chính trị. Các nhà sử học kinh tế Stanley Engerman và Kenneth Sokoloff lập luận rằng nguồn tài nguyên sẵn có (factor endowments) ảnh hưởng lớn đến sự phát triển "thể chế" ở châu Mỹ, nghĩa là xu hướng tự do hơn (dân chủ, thị trường tự do) hoặc không tự do (độc tài, hạn chế kinh tế).
Ngược lại, Daron Acemoglu, Simon Johnson và James A. Robinson nhấn mạnh rằng các yếu tố địa lý ảnh hưởng nhiều nhất đến sự phát triển thể chế trong thời kỳ đầu hình thành nhà nước và chủ nghĩa thực dân. Họ cho rằng sự khác biệt về địa lý không thể giải thích trực tiếp sự chênh lệch tăng trưởng kinh tế sau năm 1500, ngoại trừ tác động của chúng lên các thể chế kinh tế và chính trị.
Các nhà kinh tế Jeffrey Sachs và John Luke Gallup đã xem xét các tác động trực tiếp của các yếu tố địa lý và khí hậu đối với phát triển kinh tế, đặc biệt là vai trò của địa lý đối với chi phí thương mại và tiếp cận thị trường, môi trường dịch bệnh và năng suất nông nghiệp.
Cuộc khủng hoảng ấm lên toàn cầu đương thời cũng đã tác động đến quyết định luận về môi trường. Jared Diamond đưa ra những điểm tương đồng giữa điều kiện khí hậu thay đổi khiến văn minh trên Đảo Phục sinh suy vong so với hiện tượng ấm lên toàn cầu hiện đại trong cuốn Sụp đổ - Các xã hội đã thất bại hay thành công như thế nào. Alan Kolata, Charles Ortloff và Gerald Huag cũng thấy có sự tương đồng với đế quốc Tiwanaku và nền văn minh Maya sụp đổ do các hiện tượng khí hậu như hạn hán. Một nhà khoa học tại Đài quan sát Trái đất Lamont – Doherty tại Đại học Columbia, bàn rằng ngày nay xã hội hoàn toàn có thể sụp đổ trước sự biến đổi khí hậu.

## Các tác động sinh thái và địa lý đến sự hình thành các nhà nước buổi sớm

### Ảnh hưởng của các sản vật sẵn có, khí hậu và các trục lục địa trước năm 1500
Trong tác phẩm Súng, vi trùng và thép (1999) đoạt giải Pulitzer, tác giả Jared Diamond đã chỉ ra địa lý là câu trả lời cho việc tại sao một số nhà nước có thể phát triển nhanh và manh hơn những nhà nước khác. Thuyết của ông trích dẫn môi trường tự nhiên và nguyên liệu thô mà một nền văn minh được ban tặng như những yếu tố để thành công, thay vì những tuyên bố từ thế kỷ trước về tính ưu việt của chủng tộc và văn hóa. Diamond cho rằng những ưu đãi tự nhiên này bắt đầu từ buổi hồng bàng của con người, và các nền văn minh Á-Âu được hưởng lợi do vị trí dọc chiều vĩ độ, khí hậu canh tác thích hợp và quá trình thuần hóa động vật từ sớm.
Diamond lập luận rằng các nhà nước ban đầu nằm dọc theo cùng vĩ độ đặc biệt thích hợp để tận dụng lợi thế của các vùng khí hậu tương tự, giúp cây trồng, vật nuôi và kỹ thuật canh tác được lan truyền dễ dàng hơn. Các loại cây trồng như lúa mì và lúa mạch rất dễ trồng và dễ thu hoạch, và các vùng thích hợp cho việc trồng trọt chúng có mật độ dân số cao và sự phát triển của các thành phố sơ khai. Khả năng thuần hóa động vật bầy đàn, vốn không hề sợ hãi con người, tỷ lệ sinh đẻ cao và hệ thống giai cấp bẩm sinh, đã mang lại cho một số nền văn minh lợi thế về lao động tự do, phân bón và động vật chiến tranh. Trục Đông-Tây của đại lục Á-Âu cho phép vốn tri thức và hệ thống chữ viết để theo dõi các kỹ thuật canh tác tiên tiến được truyền bá nhanh chóng, từ đó mà đem lại cho người dân khả năng lưu trữ và xây dựng dựa trên nền tảng kiến thức qua nhiều thế hệ. Nghề thủ công phát triển mạnh khi lương thực dư thừa từ nông nghiệp cho phép một số nhóm người tự do khám phá và sáng tạo, dẫn đến sự phát triển của luyện kim và những tiến bộ trong công nghệ. Mặc dù địa lý thuận lợi đã giúp phát triển các xã hội sơ khai, nhưng sự gần gũi giữa con người và động vật đã dẫn đến sự lây lan của dịch bệnh trên khắp Á-Âu. Trong vài thế kỷ, dịch bệnh lan tràn đã tàn phá nhiều quần thể, nhưng cuối cùng tạo ra các cộng đồng kháng bệnh. Diamond đề xuất rằng những chuỗi nhân quả này đã dẫn đến các nền văn minh châu Âu và châu Á giữ vị trí thống trị trên thế giới ngày nay.
Diamond trích dẫn cuộc chinh phục châu Mỹ của các conquistador Tây Ban Nha, ông cho rằng người châu Âu đã tận dụng môi trường của họ để xây dựng các quốc gia rộng lớn và phức tạp hoàn chỉnh với công nghệ và vũ khí tân tiến. Người Inca và các nhóm thổ dân châu Mỹ khác không được may mắn như vậy, họ  tuân theo trục Bắc-Nam ngăn cản dòng chảy của hàng hóa và kiến thức trên khắp lục địa. Châu Mỹ cũng thiếu động vật để thuần hóa, kim loại và hệ thống chữ viết phức tạp của Á-Âu khiến họ không thể đạt được các biện pháp bảo vệ sinh học hoặc quân sự cần thiết để chống lại mối đe dọa từ Châu Âu.
Tuy vậy, thuyết của Diamond vẫn còn nhiều điểm yếu:
- Ông bị chỉ trích vì không cung cấp đủ chi tiết liên quan đến tính nhân quả của các biến số môi trường và để lại những khoảng trống logic trong lập luận. Nhà địa lý học Andrew Sluyter bình luận rằng, Diamond cũng thiếu hiểu biết như những kẻ phân biệt chủng tộc ở thế kỷ XIX. Sluyter đã thách thức lý thuyết của Diamond vì nó dường như cho rằng các điều kiện môi trường dẫn đến sự chọn lọc gen, sau đó dẫn đến sự giàu có và quyền lực cho một số nền văn minh nhất định. Sluyter công kích thuyết tất định của môi trường, lên án nó là một lĩnh vực được nghiên cứu chỉ dựa vào sự kết hợp "nhanh chóng và bẩn thỉu" của Diamond giữa khoa học tự nhiên và khoa học xã hội.[3]
- Daron Acemoglu và James A. Robinso cũng chỉ trích Diamond trong cuốn sách Tại sao các quốc gia thất bại. Họ cho rằng lý thuyết này đã lỗi thời và không thể giải thích hiệu quả sự khác biệt trong tăng trưởng kinh tế sau năm 1500 hoặc lý do tại sao các quốc gia gần nhau về mặt địa lý có thể bộc lộ sự khác biệt rất lớn về sự giàu có. Thay vào đó, họ ủng hộ một cách tiếp cận thể chế chính trị, trong đó thành công hay thất bại của một xã hội đều dựa trên sức mạnh cơ bản của các thể chế của nó.[3]

### Địa lý và sự kiến thiết nhà nước Châu Phi thời tiền thuộc địa

#### Ảnh hưởng của khí hậu và sự trù phú đất đai đối với sự phát triển của hệ thống nhà nước
Trong cuốn Các quốc gia và quyền lực ở châu Phi, nhà khoa học chính trị Jeffrey Herbst đề xuất rằng các điều kiện môi trường giúp giải thích tại sao, trái ngược với các khu vực khác trên thế giới như châu Âu, nhiều xã hội tiền thuộc địa ở châu Phi không phát triển thành các xã hội giai cấp, định cư dày đặc với quyền kiểm soát mạnh mẽ của nhà nước, cạnh tranh với các lân bang về con người và lãnh thổ.
Herbst lập luận rằng kinh nghiệm xây dựng nhà nước ở châu Âu rất đặc trưng bởi vì nó xảy ra dưới áp lực địa lý có tính hệ thống, giúp tạo điều kiện cho các cuộc chiến tranh chinh phạt (cụ thể là địa hình dễ vượt, sự khan hiếm đất đai và mật độ dân số cao). Đối mặt với mối đe dọa liên tục của chiến tranh, giới tinh hoa chính trị buộc phải cử quan lại và lực lượng vũ trang từ các trung tâm thành thị vào vùng nội địa nông thôn để tăng thuế, tuyển mộ binh lính và củng cố các vùng đệm. Do đó, các quốc gia châu Âu đã phát triển các thể chế mạnh mẽ và các liên kết ngoại vi với thủ đô.
Ngược lại, các yếu tố địa lý và khí hậu ở châu Phi thời kỳ tiền thuộc địa khiến việc thiết lập quyền kiểm soát tuyệt đối với các vùng đất cụ thể trở nên vô cùng tốn kém. Ví dụ, vì nông dân châu Phi sống dựa vào nông nghiệp sử dụng nước mưa và do đó đầu tư ít vào những mảnh đất cụ thể, họ có thể dễ dàng chạy trốn khỏi những kẻ thống trị thay vì chiến đấu.
Một số đế quốc châu Phi thời kỳ đầu, kiểu như Đế quốc Ashanti, đã thành công trong việc củng cố quyền lực trên một lãnh thổ rộng lớn bằng cách xây dựng đường xá. Các chính thể tiền thuộc địa lớn nhất đã hình thành ở vành đai trảng cỏ Xu-đăng Tây Phi vì ngựa và lạc đà có thể vận chuyển quân đội trên địa hình nơi đây. Ở các khu vực khác, không có một nhà nước tập quyền nào tồn tại mà chỉ có những làng mạc lẻ tẻ.

#### Ảnh hưởng của môi trường bệnh dịch
Tiến sĩ Marcella Alsan lập luận rằng sự phổ biến của loài ruồi xê xê đã cản trở sự hình thành nhà nước ban đầu ở Châu Phi. Bởi vì virút xê xê có thể giết bò và ngựa, các cộng đồng bị ảnh hưởng bởi loài côn trùng này không thể dựa vào các lợi ích nông nghiệp do chăn nuôi mang lại. Các cộng đồng châu Phi không thể có của cải dư thừa, gieo trồng hoặc ăn thịt. Bởi vì môi trường dịch bệnh đã cản trở sự phát triển đó, các xã hội ban đầu ở châu Phi giống như các nhóm săn bắn hái lượm nhỏ chứ không phải các quốc gia tập quyền.
Sự sẵn có tương đối của động vật chăn nuôi đã cho phép các xã hội châu Âu hình thành các thể chế tập quyền, phát triển các công nghệ tiên tiến và tạo ra mạng lưới nông nghiệp. Họ có thể dựa vào gia súc của mình để giảm nhu cầu lao động chân tay. Chăn nuôi cũng làm giảm lợi thế so sánh của việc sở hữu nô lệ. Các xã hội châu Phi dựa vào nguồn nô dịch tù binh của các bộ tộc đối thủ ở nơi mà ruồi thịnh hành, điều này cản trở sự hợp tác xã hội lâu dài.

#### Llamas, chuño và đế quốc Inca
Carl Troll lập luận rằng sự phát triển của nhà nước Inca ở trung tâm dãy núi Andes được hỗ trợ bởi các điều kiện tự nhiên cho phép sự sản xuất loại lương thực gọi là chuño. Chuño, có thể lưu trữ trong một thời gian dài, được làm từ khoai tây được làm khô ở nhiệt độ đóng băng vào ban đêm ở các vùng cao nguyên phía nam Peru. Điểm yếu của thuyết này là mối liên hệ giữa nhà nước Inca và khoai tây khô không phải độc nhất. Các loại cây trồng khác như ngô cũng có thể được dễ dàng bảo quản dưới ánh nắng mặt trời. Troll nói thêm rằng lạc đà không bướu, súc vật thồ của người Inca, có thể được tìm thấy với số lượng lớn nhất ở chính khu vực này. Điều đáng xem xét là cương vực lãnh thổ của Đế quốc Inca trùng hợp với phạm vi phân bố của lạc đà Alpaca và lạc đà không bướu. Điều thứ ba, Troll đã chỉ ra công nghệ tưới tiêu có lợi cho việc xây dựng nhà nước của người Inca. Trong khi Troll đưa ra lý thuyết về ảnh hưởng của môi trường lên Đế quốc Inca, ông phản đối thuyết tất định của môi trường, cho rằng văn hóa mới là cốt lõi của nền văn minh Inca.

## Ảnh hưởng của địa lý lên chế độ chính trị
Nhiều học giả cho rằng các yếu tố địa lý và môi trường ảnh hưởng đến các loại chế độ chính trị mà xã hội phát triển, và định hình các con đường hướng tới dân chủ so với chế độ độc tài.

### Môi trường bệnh dịch
Daron Acemoglu, Simon Johnson và James A. Robinson nổi danh khi chứng minh rằng bệnh tật và địa hình đã giúp hình thành xu hướng dân chủ so với chế độ độc tài, cũng như thông qua sự tăng trưởng và phát triển kinh tế. Trong cuốn Tại sao các quốc gia thất bại và bài báo khoa học The Colonial Origins of Comparative Development: An Empirical Investigation, các tác giả chứng minh rằng môi trường dịch bệnh thuộc địa đã định hình xu hướng người châu Âu có định cư ở trên lãnh thổ đó hay không, và liệu họ có phát triển các hệ thống nông nghiệp và thị trường lao động tự do, bình đẳng, chống bóc lột và bất bình đẳng. Những lựa chọn về thể chế chính trị và kinh tế đã định hình xu hướng dân chủ hoặc độc tài trong nhiều thế kỷ sau đó.